# Probopyrus annandalei
Probopyrus annandalei är en kräftdjursart som beskrevs av Goverdhan Lal Chopra 1923. Probopyrus annandalei ingår i släktet Probopyrus och familjen Bopyridae. Inga underarter finns listade i Catalogue of Life.